# Classe Som
A  Classe Som foi uma série de submarinos construídos para a Marinha Imperial Russa entre os anos de 1904 e 1907. Foram projetados pela Electric Boat Company, sendo feito um pedido de emergência em 1904 na época da Guerra Russo-Japonesa. As embarcações foram construídas em São Petesburgo e projetadas para ser transportadas por trem. A primeira embarcação,, Submarino russo Som, era originalmente chamado de Fulton, um submarino experimental que foi o protótipo do USS Plunger e do subsequente Submarino Plunger. Foi vendida e entregue à Rússia em seções e remontada em São Petesburgo.

## Embarcações
| Submarino           | Homônimo | Lançado em    | Serviço / Fatalidade |
| ------------------- | -------- | ------------- | --- |
| Som – Сом           | Catfish  | 1904          | ex Fulton – Entregue em Vladivostok no ano de 1904; da Frota do Mar Negro para a Frota do Báltico em 1915; afundou devido a uma colisão em 10 de maio de 1916. Os destroços foram encontrados em 2015 em águas territoriais suecas. |
| Beluga – Белуга     | Beluga   | 1905          | Frota do Báltico – Afundado intencionalmente em 25 de fevereiro de 1918 em Tallinn |
| Losos – Лосось      | Salmon   | 1905          | Frota do Mar Negro – Afundado intencionalmente em Sevastopol |
| Peskar – Пескарь    | Gudgeon  | 1905          | Frota do Báltico – Afundado intencionalmente em 25 de fevereiro de 1918 em Tallinn |
| Schuka – Щука       | Pike     | Abril de 1905 | Frota do Báltico – Afundado intencionalmente em 25 de fevereiro de 1918 em Tallinn |
| Sterlyad – Стерлядь | Sterlet  | 1905          | Frota do Báltico – Afundado intencionalmente em 25 de fevereiro de 1918 em Tallinn |
| Sudak – Судак       | Sander   | 1907          | Frota do Mar Negro – Afundado intencionalmente em 1919 em Sevastopol |

## Destroços
Em julho de 2015 foi reportado que os destroços do Som (Сом) foram localizados em águas suecas.